# Flores (Buenos Aires)
Cet article possède des homonymes et des paronymes, voir Flores.
Flores est un des quartiers ou barrios de la ville de Buenos Aires, capitale de l'Argentine.

## Caractéristiques géographiques
La superficie du quartier est de 8,1 km2. Il est peuplé de 150 484 habitants pour une densité de 18 578 hab./km2.

## Histoire
Le jour du quartier est le 31 mai.

## Personnalités
Flores est le quartier natal : 
- du pape François, Jorge Mario Bergoglio, né le 17 décembre 1936 au 531 de la rue Membrillar[1], et qui a reçu sa vocation dans l'église San José de ce même quartier[2].
- de l'écrivain Roberto Arlt (1894-2000)

## Galerie

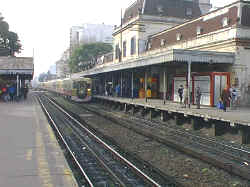
La gare de Flores.
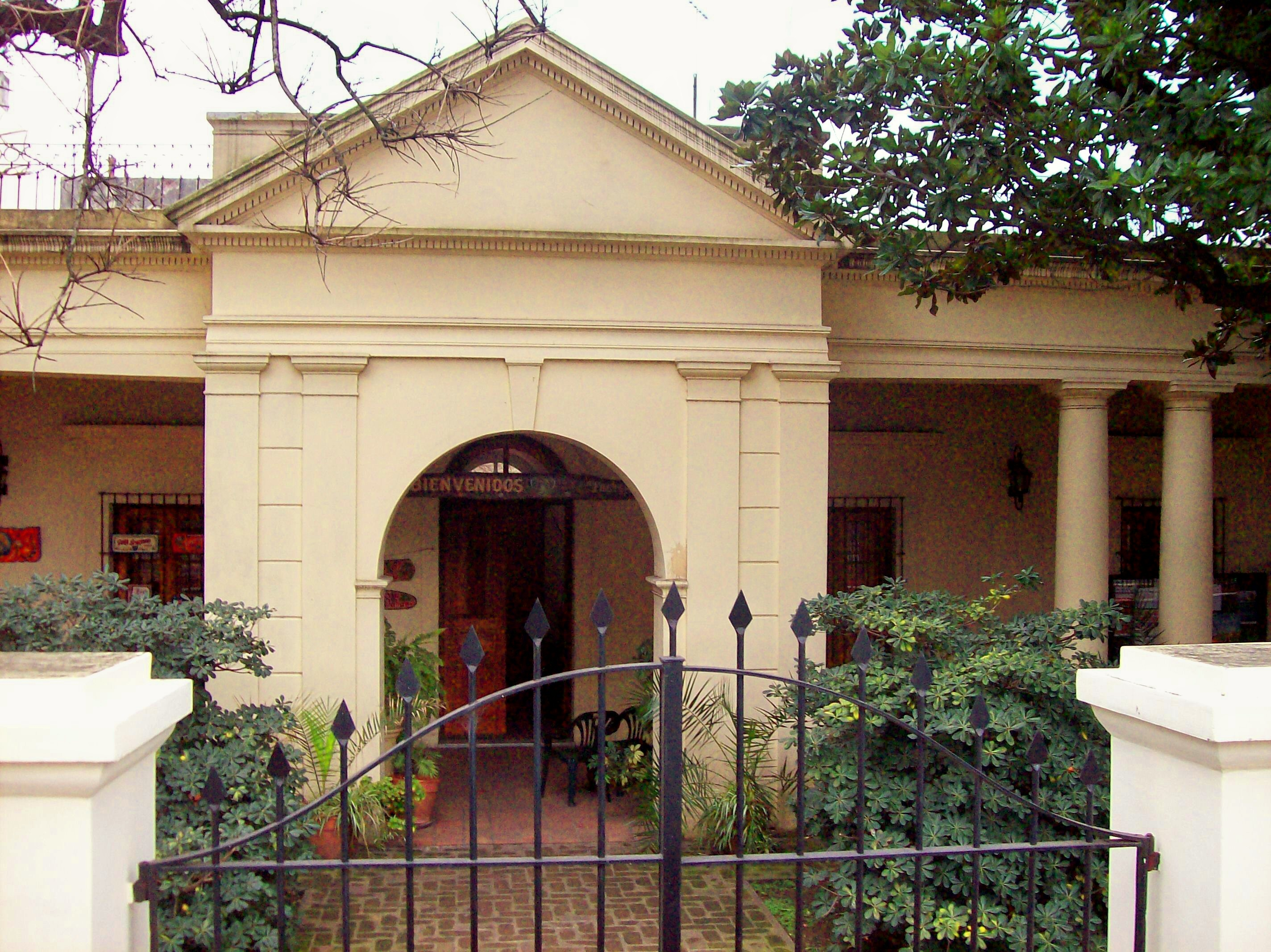
Le centro culturel Marcó del Pont.

## Littérature
Le quartier de Flores, outre qu'il est le quartier natal de l'écrivain Roberto Arlt, trouve sa place dans plusieurs œuvres d'écrivains argentins : 
- Dans Crónicas del Ángel Gris (es) publié en 1988, l'auteur argentin Alejandro Dolina (es) place son action dans ce quartier de Flores.
- L'écrivain César Aira, qui a vécu dans le quartier à partir de 1967, a écrit le roman Les Nuits de Flores (2004).